# Protocols de l'Àliga de la Ciutat
Els protocols de l'Àliga de la Ciutat formen part dels actes tradicionals de les Festes de Santa Eulàlia. Actualment, es fan el divendres de la festa, però si la diada s'escau en divendres se celebrarà el pròxim dissabte. La festa comença a les 20:00 i acaba a les 21:00 encara que algunes vegades es pot allargar una miqueta més.
Els protocols de l'Àliga consisteixen en una cercavila que comença a la plaça Sant Jaume i acaba a l'església de Santa Maria del Mar, l'Àliga és acompanyada pel Lleó de Barcelona, els gegants de Santa Maria del Mar, la Coronela de Barcelona, el Cercavila és encapçalat per la rèplica del Penó i acompanyada musicalment per una formació de ministrers. Abans d'entrar a l'església, a la plaça de Santa Maria, el Lleó i els Gegants de Santa Maria del Mar dansen els seus respectius balls. Després, a dins de l'església l'Àliga de la Ciutat balla en el presbiteri i davant de l'altar, el seu ball d'honor tradicional interpretat musicalment per la mateixa formació de músics.

## Origen
La festa té els seus orígens en 2 actes, per una banda, la Passejada Cívica que es celebrava el vespre del dissabte o del divendres més pròxim a la data de la Festa. Aquest protocol consistia en un itinerari comentat per un escriptor, periodista o historiador que passava per alguns barris de Barcelona en el que es troben el Raval, el Gòtic i la Ribera entre la plaça del Pedró i la basílica de Santa Maria del Mar. I per altra banda, l'acte del Ball d'honor que l'Àliga de la Ciutat fa als guardonats amb els Premis Ciutat de Barcelona.